# San Martín de Valvení
San Martín de Valvení – gmina w Hiszpanii, w prowincji Valladolid, w Kastylii i León, o powierzchni 58,21 km². W 2011 roku gmina liczyła 98 mieszkańców.